# میلنکو آسیموویچ
میلنکو آسیمووی (سیریلیک صربی: Миленко Аћимовић؛ زادهٔ ۱۵ فوریهٔ ۱۹۷۷) یک بازیکن فوتبال اهل اسلوونی است.
وی همچنین در تیم ملی فوتبال اسلوونی بازی کرده‌است.